# Lawaan
Lawaan é um município de  quinta classe de renda municipal (d) na província Samar Oriental, nas Filipinas. De acordo com o censo de 1 de maio  de  2020 possui uma população de 13 003 pessoas e 3 213 domicílios.